# 立体視

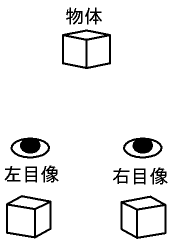
両眼視差

立体視（りったいし）は、動物やそれを模した機械が、立体的な視覚を得る方法。立体感はさまざまな方法で得られ、脳内で総合的に判断される。ヒトなど両眼が前面に向いた動物が最大数百メートル以下の近距離を見るときは、両眼視差による両眼視差立体視が最も重要である。立体視による視覚は、完全な3次元の知覚ではなく、2次元の視覚に奥行き情報を追加した、2.5次元の知覚である。

## 主な方法
- 視差立体視
  - 両眼視差立体視（両眼立体視） - 右目と左目での視差。
  - 単眼
    - 運動視差立体視 - 遠くは小さく動き（運動視差小）、近くは大きく動く（運動視差大）
- 焦点調節 - 水晶体の焦点距離に応じた距離のものだけが鮮明に見える。
- 像の大きさ - 大きさを知っている (assumed size) ものが小さく見えるなら遠い。
- 肌理勾配 - 同じ肌理（テクスチャ）なら遠いほど細かく見える。
- 透視（パースペクティブ）
  - 大気透視 - 大気中では遠くのものはぼやけて見える。
  - 線状透視 - 遠くに向かうものは消失点に向かって見える。
- 陰影 - 直接には距離はわからないが物体の厚みの手がかりとなる。
- 重なり - 隠れているものは隠しているものより遠い。

## 運動視差立体視
運動視差立体視は運動視差の大きさを手掛かりとする立体視である。
運動視差は目と物体の相対的な運動により発生する像の差分である。この大きさは目と物体の距離に反比例する。ヒトは運動視差の大きさを手掛かりとして物体との距離=奥行きを認知する。視野変化によって複数の物体が異なる速度で動いた場合、大きく動いた物体は近く、小さく動いた物体は遠く認知される。
平面に投影された映像であっても映像内の物体群が適切な速度関係で動けば、運動視差立体視を誘起し立体感を得ることができる（c.f. Wiggle stereoscopy（英語: Wiggle stereoscopy））。

運動視差の差による立体視

Example of wiggle stereoscopy, a street in Cork, Ireland in 1927

## 立体視を利用した技術

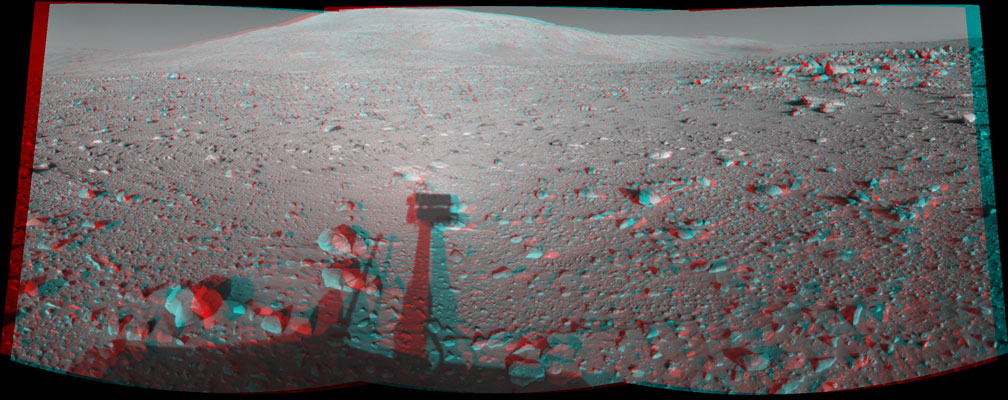
色眼鏡（アナグリフ）を使って見るステレオグラム

立体視の仕組みを利用すれば、ホログラフィなどで実際に立体的な像を作り出さなくても、立体的に見せることができる。両眼立体視を利用し、左右の目に別に用意した映像を見せるものがほとんどである。